# Lea Giunchi
Lea Giunchi, née le 4 janvier 1884 à Cervia (Italie) et morte le 3 janvier 1938 à Milan (Italie), est une actrice italienne du cinéma muet. Elle est l’une des premières actrices comiques du cinéma italien.

## Biographie
Lea Giunchi est d’abord artiste de cirque, activité qu’elle pratiqua jusqu’en 1909, année où, avec son compagnon Natalino Guillaume (it) et le frère de ce dernier, Ferdinand, ensuite connu comme Polidor, elle est embauchée par la société de production Cines à Rome et commence de fait sa carrière cinématographique. À partir de 1911, elle utilise souvent le nom d’artiste « Lea », omettant son nom de famille, notamment quand elle joue aux côtés de « Tontolini », personnage interprété par son beau-frère.
L’actrice joue dans une série de films contenant son prénom à partir de 1910 avec Lea in convitto, puis Lea si diverte et Lea vuol morire en 1912, Lea e il gomitolo en 1913 et 40 autres films jusqu’en 1914.
Lea interprète également des rôles dans des films dramatiques, comme Licia dans Quo vadis? en 1912. Elle travaille aux côtés d’autres artistes de l’époque, tels que « Kri-Kri » (Raymond Dandy), « Checco » (Giuseppe Gambardella) et le petit « Cinessino », interprété par son fils Eraldo.
Elle interrompt d’elle-même sa carrière artistique en 1919, à la suite de la mort tragique de son compagnon Natalino Guillaume dans un accident d’avion.

## Filmographie partielle
- 1910 : Tontolini de Giulio Antamoro
- 1910 : Lea in convitto
- 1910 : Uno sbaglio di Tontolini
- 1910 : Lea femminista
- 1911 : Tontolini passa un brutto quarto d'ora
- 1911 : Lea militare
- 1911 : Tontolini impara a ballare
- 1911 : Lea fa ginnastica
- 1911 : Lea cerca marito
- 1911 : Pinocchio de Giulio Antamoro
- 1912 : Lea e Checco in viaggio di nozze
- 1912 : Kri Kri in prova
- 1912 : Tontolini cerca un ladro
- 1912 : Il violino e la pipa
- 1913 : Quo vadis? d’Enrico Guazzoni
- 1913 : Le mani ignote d’Enrique Santos
- 1913 : La zingara
- 1914 : Cinessino e la pipa del nonno
- 1914 : Immolazione d’Enrico Guazzoni
- 1914 : Le Cri de l'innocence d’Augusto Genina
- 1914 : Rataplan, de Salvatore Auteri-Marazzan
- 1914 : Madame Coralie & C. de Maurice Hennequin
- 1915 : Polidor e l'americana de Ferdinand Guillaume
- 1915 : La beffa atroce de Carmine Gallone
- 1915 : L'acrobata mascherato d’Enrique Santos
- 1916 : Viaggio di nozze di Kri Kri de Raymond Dandy
- 1916 : Il sopravvissuto d’Augusto Genina
- 1916 : Le strenne di Cinessino
- 1916 : La maschera dell'amore de Ivo Illuminati
- 1916 : La cieca di Sorrento de Gustavo Serena
- 1916 : l fuoco accanto alla paglia de Camillo De Riso
- 1916 : Polidor il giorno... Lea la notte de Ferdinand Guillaume
- 1916 : Don Giovanni d’Edoardo Bencivegna
- 1917 : Matrimonio d'interesse de Camillo De Riso
- 1917 : La chiamavano Cosetta d’Eugenio Perego
- 1917 : Parigi misteriosa de Gustavo Serena
- 1918 : Crispino e la comare de Camillo De Riso
- 1918 : Scarpetta e l'americana d’Enrico Guazzoni
- 1918 : P.L.M. ossia l'assassinio della Paris-Lyon-Méditerranée d’Edoardo Bencivegna
- 1919 : Lasciate fare a Niniche d’Eugenio Perego

## Crédit d'auteurs
- (it) Cet article est partiellement ou en totalité issu de l’article de Wikipédia en italien intitulé « Lea Giunchi » (voir la liste des auteurs).